# Marjolaine Chevallier
Marjolaine Cuénod Chevallier, nacida en Túnez el 29 de octubre de 1931, es una teóloga protestante francesa . Especialista en la obra del teólogo reformado Pierre Poiret, es profesora honoraria de la Facultad de Teología Protestante de Estrasburgo y autora de novelas históricas.

## Biografía
Marjolaine Chevallier es la hija de Jean-Charles Cuénod y de Ida-Mary Bugnon. Nació en Túnez donde su padre explota una propiedad agrícola a Bir Mcherga[1]. Su abuelo Auguste Cuénod, es oftalmólogo a Túnez.
Hizo sus estudios primarios y secundarios por correspondencia, después en el instituto de Túnez donde obtuvo sus dos licenciaturas. Hizo su año propedéutico en Túnez, después obtuvo una licencia en filosofía en la Universidad de Montpellier en 1952.
Defendió en 1972 una tesis de 3 ciclo titulada "Pierre Poiret (1646-1719) : Metafísica cartesiana y espiritualidad en la primera edición de sus Cogitationes rationes», bajo la dirección de Georges Gusdorf, después una tesis de Estado titulada Pierre Poiret (1646-1719), cartesiano y místico, en 1988, publicada en 1994 Fue profesora de historia moderna de 1988 a 1998 en la Facultad de Teología de Estrasburgo.
Miembro del movimiento de origen protestante Jeunes Femmes desde hace mucho tiempo, participó en la fundación del grupo de Orsay en 1979-1981.
Es autora de  novelas históricas Psaumes interdits, cuyo nombre se inspira en la prohibición del salterio hugonote por Luis XIV en 1688 Le Ci-devant bâtard  y en 2018, de una biografía relato dedicado a Isabeau Vincent, profetisa protestante de Drôme a finales del XVII XVII siglo

### Familia
Se casó en 1952 con el teólogo  y universitario Max-Alain Chevallier. De esta unión nacen cuatro hijos.

## Publicaciones

### Obras
- Bibliotheca dissidentium. Repertorio de los no-conformistes religiosos de los decimosextos y decimoséptimos siglos (bajo dirigido por André Séguenny, Irena Backus y Jean Rott), Tomo V, Pierre Poiret, éd. Valentin Koerner, Baden-Baden, 1985.
- (éd. científico) Œuvres diversas, Pierre Bayle. Volúmenes adicionales. Volumen III, Cogitationes rationales de Deo, animó y malo ; Pierre Poiret, Nachdruck der Ausgabe Amsterdam 1715, Hildesheim, G. Olms, 1990.
- Pierre Poiret, 1646-1719 : del protestantisme a la mística, Ginebra, Labor y fides, 1994.
- (éd. científico) Pierre Poiret, La paz de las buenas almas, Ginebra, Librería Droz, coll. « Textos literarios franceses », 2 vuelo., 1998.
- (éd. científico) Pierre Poiret, La Teología germanique 1497, Grenoble, J. Millon, 2000.
- (éd. científico) Pierre Poiret, Escritos sobre la teología mística. Préface, Carta, Catálogo, 1700, éd. Jérôme Millón, Grenoble, 2005.

### Novelas
- Psaumes interdits, Saintes, Le Croît vif, 2012  ( )
- Le Ci-devant bâtard, Saintes, Le Croît vif, 2013  ( )
- Isabeau Vincent : la pastora inspirada de Saoû en Dauphiné, Ampelos, 2018, 148 p.,  ( )